# ناحیه برن، شهرستان فرانکلین، ایلینوی
ناحیه برن (به انگلیسی: Barren Township) یک منطقهٔ مسکونی در ایالات متحده آمریکا است که در شهرستان فرانکلین، ایلینوی واقع شده‌است. ناحیه برن ۱۳۰ متر بالاتر از سطح دریا واقع شده‌است.